# Alken (Denemarken)
Alken is een plaats in de Deense regio Midden-Jutland, gemeente Skanderborg. De plaats telt 247 inwoners (2008).

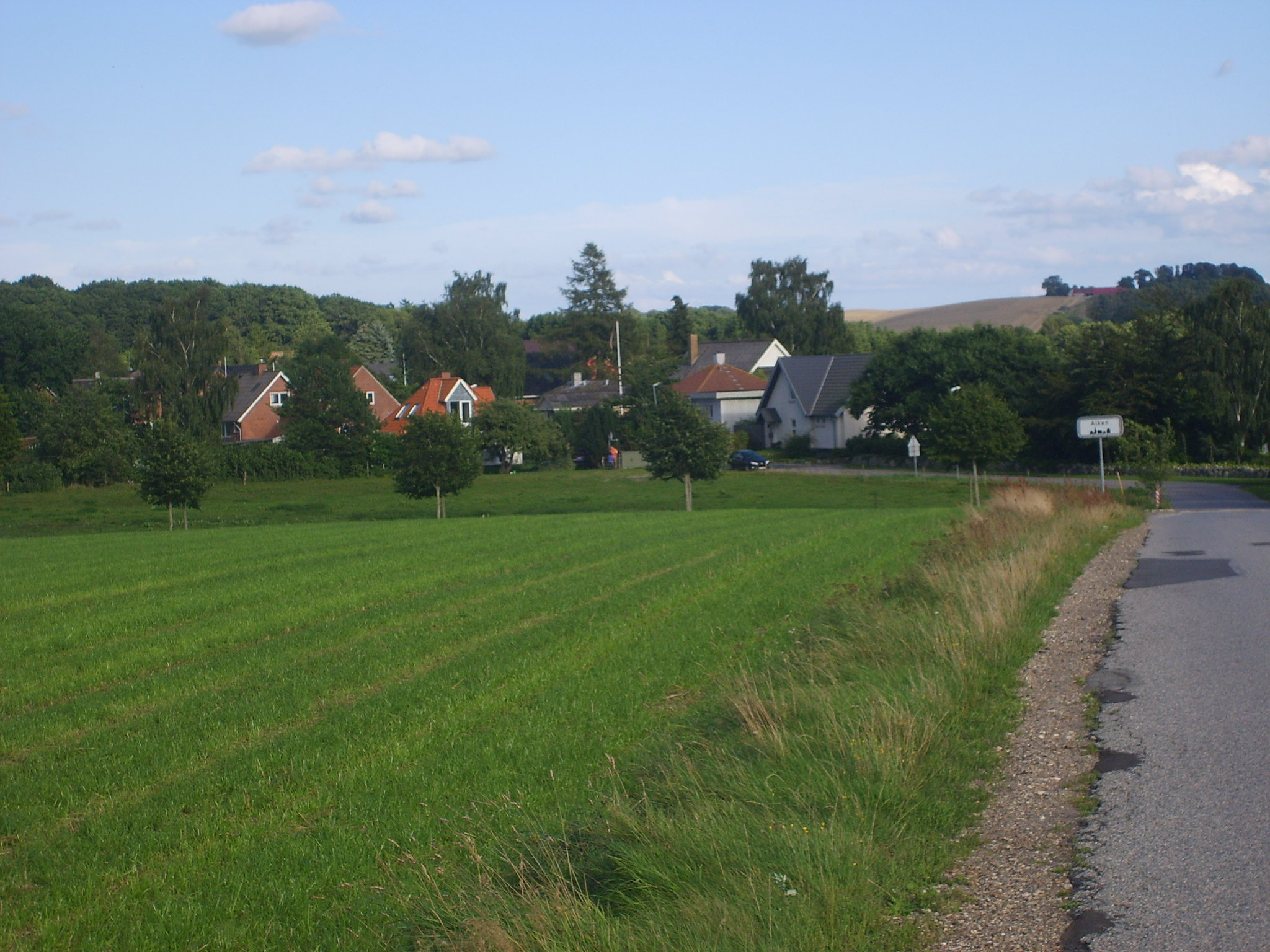
Alken